# Фурсы
Фурсы́ (укр. Фурси) — село, входит в Белоцерковский район Киевской области Украины.
Население по переписи 2001 года составляло 3240 человек. Почтовый индекс — 09150. Телефонный код — 4563.

## Местный совет
09150, Киевская обл., Белоцерковский р-н, с. Фурсы, ул. Советская, 48.

## История
Название села идет от фамилии первопоселенца Фурса. Фамилия все еще часто встречалась среди жителей села в 19 веке.
В ХІХ столетии село Фурсы было в составе Трушковской волости Васильковского уезда Киевской губернии. В селе была Богословская церковь. Священнослужители Богословской церкви:
- 1775 — священник Григорий Дурдучевский
- 1847—1848 — священник Андрей Федорович Ерофеев, дьячек Мануил Чехович
- 1862 — священник Иван Левицкий